# Vuelta a España 1936
Die 2. Vuelta a España wurde vom 5. Mai bis zum 31. Mai 1936 ausgetragen. Sie bestand aus 21 Etappen mit einer Gesamtlänge von 4.407 Kilometern. Die Durchschnittsgeschwindigkeit des belgischen Siegers Gustaaf Deloor, der schon auf der zweiten Etappe die Gesamtführung übernahm und diese nicht mehr abgab, lag bei 28,994 km/h.

## Etappen
| Etappen    | Tag     | Start – Ziel              | km  | Etappensieger              | Gesamterster   |
| ---------- | ------- | ------------------------- | --- | -------------------------- | -------------- |
| 1. Etappe  | 5. Mai  | Madrid – Salamanca        | 210 | Joseph Huts                | Joseph Huts    |
| 2. Etappe  | Mai     | Salamanca – Cáceres       | 214 | Gustaaf Deloor             | Gustaaf Deloor |
| 3. Etappe  | Mai     | Cáceres – Sevilla         | 270 | Vicente Carretero          | Gustaaf Deloor |
| 4. Etappe  | Mai     | Sevilla – Málaga          | 212 | Gustaaf Deloor             | Gustaaf Deloor |
| 5. Etappe  | Mai     | Málaga – Granada          | 132 | Vicente Carretero          | Gustaaf Deloor |
| 6. Etappe  | Mai     | Granada – Almería         | 185 | Gustaaf Deloor             | Gustaaf Deloor |
| 7. Etappe  | Mai     | Almería – Alicante        | 306 | Mariano Cañardo            | Gustaaf Deloor |
| 8. Etappe  | Mai     | Alicante – Valencia       | 184 | Antonio Bertola            | Gustaaf Deloor |
| 9. Etappe  | Mai     | Valencia – Tarragona      | 279 | Salvador Cardona Balbastre | Gustaaf Deloor |
| 10. Etappe | Mai     | Tarragona – Barcelona     | 139 | Vicente Carretero          | Gustaaf Deloor |
| 11. Etappe | Mai     | Barcelona – Saragossa     | 293 | Alfons Schepers            | Gustaaf Deloor |
| 12. Etappe | Mai     | Saragossa – San Sebastián | 265 | Alfons Schepers            | Gustaaf Deloor |
| 13. Etappe | Mai     | San Sebastián – Bilbao    | 160 | Vicente Carretero          | Gustaaf Deloor |
| 14. Etappe | Mai     | Bilbao – Santander        | 199 | Alfons Deloor              | Gustaaf Deloor |
| 15. Etappe | Mai     | Santander – Gijón         | 194 | Mariano Cañardo            | Gustaaf Deloor |
| 16. Etappe | Mai     | Gijón – Ribadeo           | 155 | Rafael Ramos               | Gustaaf Deloor |
| 17. Etappe | Mai     | Ribadeo – A Coruña        | 157 | Alfons Schepers            | Gustaaf Deloor |
| 18. Etappe | Mai     | A Coruña – Vigo           | 175 | Vicente Carretero          | Gustaaf Deloor |
| 19. Etappe | Mai     | Vigo – Verín              | 178 | Fermín Trueba              | Gustaaf Deloor |
| 20. Etappe | Mai     | Verín – Zamora            | 207 | Antonio Bertola            | Gustaaf Deloor |
| 21. Etappe | 31. Mai | Zamora – Madrid           | 250 | Emiliano Alvarez           | Gustaaf Deloor |